# Aristolochia clematitis

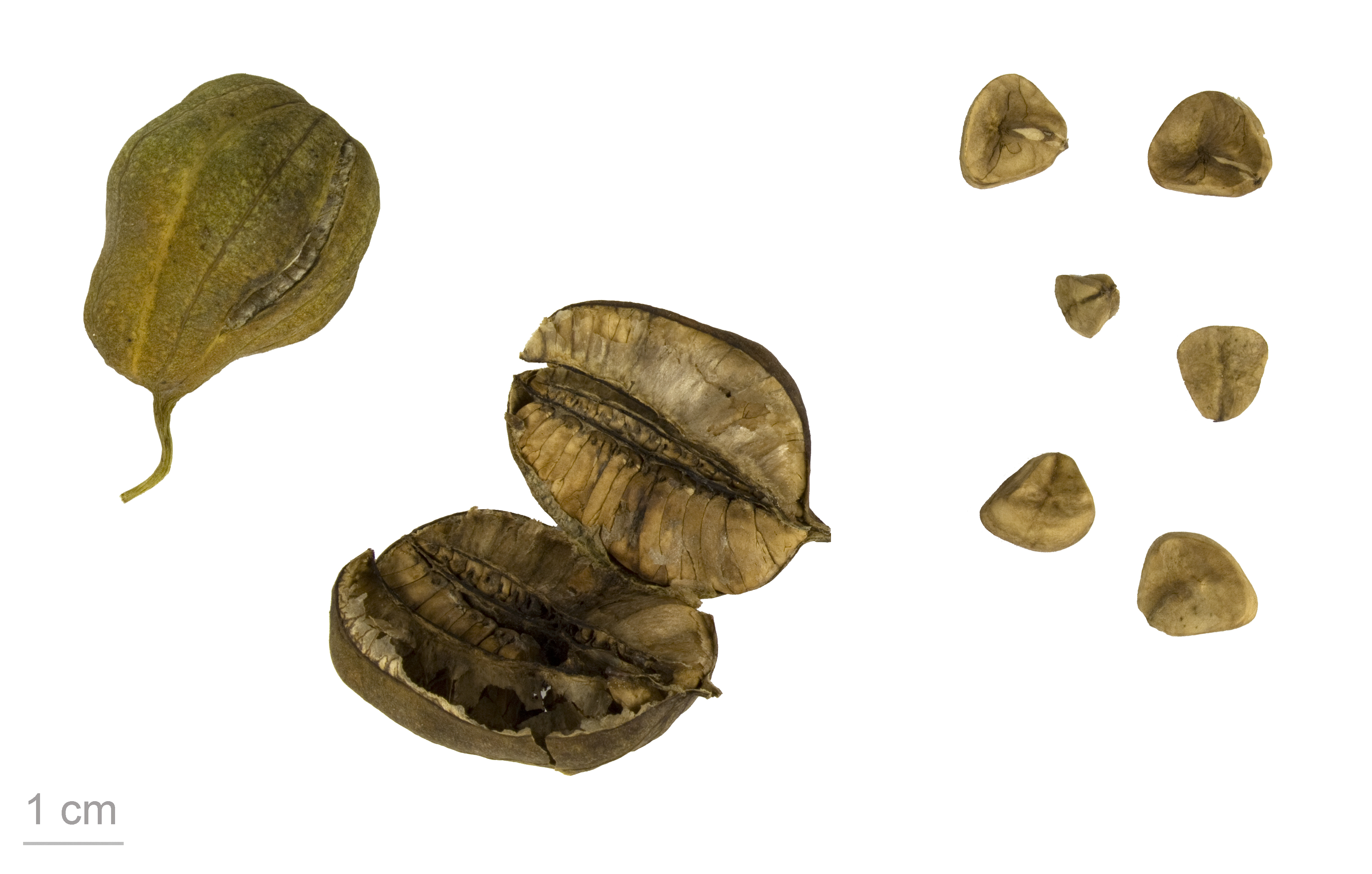
Aristolochia clematitis

L'aristolochia clematite (Aristolochia clematitis L.) è una pianta erbacea appartenente alla famiglia Aristolochiaceae, famiglia caratterizzata da tipici fiori tubolari che, al momento della fioritura, emettono uno sgradevole odore di carne putrefatta che serve a richiamare gli insetti pronubi per l'impollinazione.

## Etimologia
Aristolochia dal greco àristos (ottimo) e locheia (parto), per la credenza popolare secondo cui tali piante facilitano il parto.

## Descrizione
Pianta perenne, alta fino a 60 cm; fusto eretto, flessuoso, semplice o ramificato alla base, erbaceo; foglie a disposizione alterna, con lamina ovata-arrotondata cuoriformi alla base, profondamente cordata, con apice ottuso; fiori piccoli muniti di un corto peduncolo, riuniti in fascetti di 2-6 all'ascelle delle foglie, con perigonio giallastro, ventricoso alla base, poi tuboloso, con l'aspetto di un lungo imbutino rigonfio alla base, ristretto in alto e terminante con un lembo espanso; corolla mancante; frutto globoso del tipo capsula.
Immerse nell'acqua. le foglie verdi assumono immediatamente una colorazione argento, a causa di milioni di bollicine d'aria che si formano sulla superficie e che riflettono la luce del sole.

## Distribuzione e habitat
Pianta poco comune, fiorisce da aprile a maggio nei boschi di latifoglie, nelle siepi ombrose e nei luoghi incolti fino a 1100 m.

## Usi
Nell'antichità Aristolochia clematitis era impiegata per la sua azione stimolante per accelerare il parto e alleviarne i postumi e per le proprietà astringenti, diuretiche ed emmenagoghe. 

La radice veniva utilizzata solo se essiccata, perché fresca risultava tossica.

## Avvertenze mediche
La pianta contiene acidi aristolochici (AA), una classe di sostanze che possono provocare difetti genetici e tumori : l'uso in alcune aree dei Balcani (Bosnia, Bulgaria, Croazia, Romania e Serbia) di mescolare i suoi semi con la farina per fare il pane potrebbe essere all'origine della Nefropatia endemica balcanica   .